# Бенісалон
Бенісалон (ісп. Benizalón) — муніципалітет в Іспанії, у складі автономної спільноти Андалусія, у провінції Альмерія. Населення — 286 осіб (2010).
Муніципалітет розташований на відстані близько 380 км на південь від Мадрида, 45 км на північний схід від Альмерії.
На території муніципалітету розташовані такі населені пункти: (дані про населення за 2010 рік)
- Бенісалон: 197 осіб
- Ла-Фуенте-де-ла-Ігера: 82 особи
- Ель-Сантуаріо-де-Монтеагуд: 7 осіб

## Демографія
Динаміка населення (INE ):